# RTL Telekids

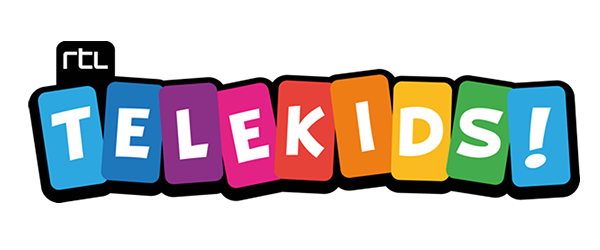
Voormalig logo van de zender

RTL Telekids is een televisiezender voor kinderen van RTL Nederland, die digitaal te ontvangen is. RTL Telekids was tot 1 januari 2021 ook te zien als jeugdblok op de televisiezender RTL 8. Net als de rest van de Nederlandse RTL-familie is RTL Telekids officieel een Luxemburgse zender die zich niet aan de Nederlandse Mediawet hoeft te houden. Aangezien Luxemburg geen echte toezichthouder kent, wordt op de zender ook geen toezicht gehouden.

## Jeugdblok
Op 19 augustus 2010 gaf RTL aan dat de naam RTL Telekids gebruikt zou gaan worden voor een nieuw jeugdblok bij RTL 8. Een groot verschil met het vroegere Telekids is dat de uitzending niet meer door een presentator vanuit een studio wordt gedaan.
Oorspronkelijk zou men van start gaan op 4 oktober 2010. Op 1 oktober vond er echter op de A59 een aanrijding plaats waarbij een vrouw en drie kinderen omkwamen die op weg waren naar de Efteling, waar opnamen zouden plaatsvinden voor het programma De Schatkamer, dat onderdeel is van RTL Telekids. Daarom werd de start van RTL Telekids uit respect voor de slachtoffers twee weken uitgesteld tot 18 oktober 2010.

## Digitaal kanaal
Het digitale kanaal RTL Telekids is sinds 3 september 2012 te ontvangen via Ziggo en Caiway. Ook is het sinds 1 juli 2015 te ontvangen via KPN en Telfort. Het is het derde digitale kanaal van RTL.

## Samenwerking met Studio 100
Als gevolg van een officieel samenwerkingsverband zijn er sinds 1 februari 2016 ook Studio 100-programma's op RTL Telekids te zien.

## Presentatoren
- Yvonne Coldeweijer – 2010-2013 (als Keet)
- Janouk Kelderman – 2013-2017 (als Keet)
- Patrick Martens – 2013-2017 (tevens Koen)
- Ruben Dingemans – 2012-heden
- Mathijs Vrieze – 2015-heden
- Ingrid Jansen – 2015-heden
- Pauline Luth – 2015-heden
- Curt Fortin – 2010-2012
- Felice Dekens – 2010-2012
- Jon Karthaus – 2011
- Jeroen Kijk in de Vegte – Voice-over – 2010-heden

## Programma's
Lijst van televisiekanalen in Nederland